# (10572) Kominejo
(10572) Kominejo est un astéroïde de la ceinture principale.

## Description
(10572) Kominejo est un astéroïde de la ceinture principale. Il fut découvert le 8 novembre 1994 à Kiyosato par Satoru Ōtomo. Il présente une orbite caractérisée par un demi-grand axe de 2,18 UA, une excentricité de 0,07 et une inclinaison de 2,2° par rapport à l'écliptique.

## Compléments